# مسجد الدولة (لحج)
مسجد الدولة هو مسجد في مدينة الحوطة عاصمة محافظة لحج أمر ببناه سلطان سلطنة لحج أحمد محسن العبدلي سنة 1875 (1292هجرية)، وبني قرب قصر السلطان في حي الدولة، جدد المسجد ووسع سنة 1916 بأمر من سلطان لحج عبد الكريم فضل العبدلي، دفن في المسجد الشاعر أحمد فضل العبدلي الشهير بالقمندان وهو أحد أمراء سلطنة لحج.

## تصميم المسجد
بني مسجد الدولة بعد توسعته سنة 1916 وفق النمط المعماري للمساجد في الشرق الأقصى،حيث كلف السلطان عبد الكريم فضل العبدلي المهندس المعماري الهندي سهاداه بن علي الكشي بتجديد تصميم المسجد وتوسعته، للمسجد 7 قباب أحدها قبة بئر المسجد.